# Neobrettus phui
Neobrettus phui là một loài nhện trong họ Salticidae.
Loài này thuộc chi Neobrettus. Neobrettus phui được Marek Żabka miêu tả năm 1985.